# フセヴォロド・ヤロポルコヴィチ
フセヴォロド・ヤロポルコヴィチ（ロシア語: Всеволод Ярополкович、? - 1261年）は、歴代チェルニゴフ公のうちの一人である。チェルニゴフ公（在位：1246年 - 1261年）。

## 生涯
フセヴォロドに関する記述はルーシの年代記（レートピシ）上にはなく、教会の記録書であるリューベチ・シノディクのNo.27に見られる。父はリューリク朝の一系統であるチェルニゴフ・オレグ家(ru)のヤロポルク・ヤロスラヴィチである。また、1214年頃にスノフスク公位にあった。
R.ゾトフ、M.バウムガルデン、L.マフノヴェツ(ru)らの見解では、フセヴォロドはモンゴルのルーシ侵攻（1239年 - 1241年）によってチェルニゴフ公国属の諸公国軍が壊滅したのち、権力の空隙を狙ってチェルニゴフを占拠したとみなされている。一方、L.ヴォイトヴィチ(ru)は、小さなスノフスク公国の公であったフセヴォロドがチェルニゴフ公位を奪取することは難しく、フセヴォロドのチェルニゴフ支配は1246年のわずかな期間のみであり、フセヴォロドはアンドレイ・フセヴォロドヴィチによってチェルニゴフから追われたとみなしている。（なお、アンドレイ・フセヴォロドヴィチをフセヴォロドの子とする説もある。）また、妻の名はアナスタシヤともいわれるが、その出自は不明である。